# Katalyzátor fázového přenosu
Katalyzátory fázového přenosu jsou katalyzátory, které usnadňují přesun reaktantu z jedné fáze do jiné, ve které probíhá reakce. Takto prováděná katalýza je zvláštním případem heterogenní katalýzy. Iontové reaktanty jsou často rozpustné ve vodné fázi, ale nerozpustné v organických rozpouštědlech. Katalyzátory fázového přenosu fungují jako tenzidy, které umožňují rozpouštění reaktantu v organické fázi.
Použití těchto katalyzátorů urychluje reakce, umožňuje vyšší výtěžnost reakcí, omezuje tvorbu vedlejších produktů a také díky němu často není potřebné použití drahých nebo nebezpečných rozpouštědel, která rozpouští všechny reaktanty v jediné fázi.
Katalyzátory fázového přenosu lze použít nejen při reakcích hydrofilních či hydrofobních reaktantů, ale také při reakcích kapalin s pevnými látkami nebo kapalin s plyny.

## Druhy
U aniontových reaktantů slouží jako katalyzátory fázového přenosu často kvartérní amoniové soli. K významným katalyzátorům z této skupiny patří benzyltriethylamoniumchlorid, methyltrikaprylamoniumchlorid, methyltributylamoniumchlorid a methyltrioktylamoniumchlorid. Také se používají organické fosfoniové soli, jako je hexadecyltributylfosfoniumbromid. Fosfoniové soli lze použít při vyšších teplotách, jsou ovšem nestabilní v zásaditém prostředí, kde se rozkládají na fosfinoxidy.
Příkladem reakce je nukleofilní substituce při použití kyanidu sodného a etherového roztoku 1-bromoktanu. 1-bromoktan se ve vodném roztoku kyanidu prakticky nerozpouští a kyanid sodný se nerozpouští v etheru, reakce tak neprobíhá. Přidání malého množství hexadecyltributylfosfoniumbromidu vede k rychlému průběhu reakce a vzniku nonylnitrilu:
C8H17Br(org) + NaCN(aq) → C8H17CN(org) + NaBr(aq)
Kvaternární fosfoniový kation „přenáší“ kyanidové ionty z vodné do organické fáze.
Ukázalo se, že je možné za pokojové teploty provádět mnoho reakcí v systémech voda/benzen za použití katalyzátorů jako jsou tetra-n-butylamoniumbromid a methyltrioktylamoniumbromid.
Kvartérní soli mohou také sloužit k přeměně kationtů alkalických kovů na hydrofobní kationty. V laboratořích se k tomu používají korunové ethery. V praxi častější je použití polyethylenglykolu. Tyto ligandy obklopí kationty alkalických kovů (obvykle Na+ a K+) a vytvoří tak velké lipofilní kationty. Molekuly korunových etherů mají hydrofilní vnitřní část a hydrofobní vnější část.

## Použití
Katalyzátory fázového přenosu mají velký význam v průmyslu, například při výrobě polyesterů z acylchloridů a bisfenolu A. Fosfothionátové pesticidy se vyrábějí alkylací fosfothioátů za použití katalyzátorů fázového přenosu. Tyto katalyzátory se také používají při asymetrických alkylacích katalyzovaných chirálními kvartérními amoniovými solemi.